# 斯潘尼什萊克 (密蘇里州)
斯潘尼什萊克（英語：Spanish Lake）是位於美國密蘇里州聖路易斯縣的普查規定居民點。

## 歷史
斯潘尼什萊克的郵局於1888年設立，其後於1908年停運。

## 人口
根據2020年美國人口普查的數據，斯潘尼什萊克的面積為19.39平方千米，當中陸地面積為19.09平方千米，而水域面積為0.29平方千米。當地共有人口18413人，而人口密度為每平方千米949.61人。